# Oratosquilla
Oratosquilla is een geslacht van kreeftachtigen uit de klasse van de Malacostraca (hogere kreeftachtigen).

## Soorten
- Oratosquilla fabricii (Holthuis, 1941)
- Oratosquilla kempi (Schmitt, 1931)
- Oratosquilla mauritiania (Kemp, 1913)
- Oratosquilla oratoria (De Haan, 1844)